# Giovanni Massenzio
Giovanni Massenzio (V secolo – VI secolo) è stato un monaco cristiano bizantino.

## Biografia
Giovanno Massenzio comparve nella storia a Costantinopoli nel 519 e nel 520. I monaci sciti adottarono la formula: «Uno nella Trinità soffrì nella carne.» per escludere nestorianesimo e monofisismo e cercarono di far condannare le opere di Fausto di Riez come contaminate di pelagianesimo. Su entrambi questi punti essi incontrarono opposizioni. Giovanni Massenzio si appellò al legato pontificio quindi a Costantinopoli.

Quando non si riuscì ad avere una decisione favorevole, alcuni monaci (escluso comunque Massenzio) si rivolsero a Roma per sottoporre il caso a papa Ormisda. Poiché quest'ultimo tardava a decidere, essi si rivolsero ad alcuni vescovi africani esiliati in Sardegna e san Fulgenzio, rispondendo a nome di questi prelati, sposò la loro causa. All'inizio di agosto del 520, i monaci lasciarono Roma.
Il 13 agosto 520, papa Ormisda inviò una lettera a un vescovo africano, Possessore, quindi a Costantinopoli, nella quale condannava fermamente la condotta dei monaci sciti, dichiarando anche che gli scritti di Fausto non sarebbero stati accettati tra le opere autorevoli dei Padri della Chiesa e che la vera dottrina sulla Grazia era contenuta nelle opere di sant'Agostino. Massenzio attaccò questa lettera con il linguaggio più duro definendolo un documento scritto da eretici e posto in circolazione con il nome del papa Questa è l'ultima traccia lasciata dai monaci sciti e dal loro leader nella storia.
L'identificazione di Giovanni Massenzio con il prete Giovanni al quale Fulgenzio indirizzò la sua "De veritate praedestinationis etc" e con il prete e archimandrita Giovanni al quale i vescovi africani inviarono la loro "Epistula synodica", rimane un assunto che non poggia su alcuna base storica.

## Opere
Massenzio fu anche autore di:
- due dialoghi contro i nestoriani
- dodici anatemi contro i nestoriani
- un trattato contro gli Acefali (Monofisiti)

La "Professio de Christo", edita come opera a parte, è in realtà una parte dell'Epistola ad legatos sedis apostolicae.
Le sue opere, scritte originariamente in latino, si sono conservate in condizioni piuttosto insoddisfacenti. Esse furono stampate per la prima volta da Giovanni Cocleo.